# Независимые радикалы
Независимые радикалы (фр. Radical indépendant, RI) — центристское, позднее консервативно-либеральное политическое течение во времена Третьей Французской республики. Будучи радикалами-правоцентристами, они были правее более известной Радикально-социалистической партии и во многом разделяла её исторический радикализм. Известный политолог Андре Зигфрид описал их как «социальных [то есть экономических] консерваторов, которые не хотели порвать с левыми и поэтому голосовали вместе с правыми по [экономическим] интересам и с левыми по политическим вопросам». Со временем они порвали с левым альянсом, сложившимся вокруг радикал-социалистов, и пошли на союз левыми республиканцами (на деле правоцентристами).

## История
В конце XIX века термин «независимые радикалы» использовался редко. Говоря об «умеренных» радикалах, чаще использовались термины «радикал» (radical) или «левый радикал» (gauche radicale) от названия парламентской группы (Радикальная левая). Ультралевых радикалов называли «радикальные социалисты» (radical-socialiste), таких как Жорж Клемансо из Республиканского социалистического альянса.
Независимыми радикалами называли радикалов-центристов, сторонников демократических реформ (право собраний, сокращение военной службы), но экономически либеральных, что отличало их от радикалов-социалистов, более ориентированных на социальные реформы (налоговая и аграрная реформы, минимальные пенсии, права профсоюзов). В те годы основная борьба велась в защиту республики, а социальный аспект воспринимался как менее важный, так что борьба против правых (монархистов) объединяла обе радикальные группы, и радикалов и радикал-социалистов. Независимые радикалы не были в оппозиции к правительствам более правых республиканцев-оппортунистов, при критической поддержке «республиканского большинства».
В 1900-х годах радикалы составляли самую большую группу в Палате депутатов, насчитывая более ста членов. Всегда тесно связанные с радикал-социалистами, они были связаны с левым крылом оппортунистов (которое со временем станет левыми республиканцами).
Независимые радикалы являлись главными сторонниками правительств «республиканской обороны», которые они заставили занять антиклерикальные позиции: однако они меньше внимания уделяли подоходному налогу или пенсиям. В частности, Жорж Клемансо с избрания в Сенат в 1902 году постепенно сближался с умеренными радикалами.
В 1913 году Радикально-социалистическая партия постановила, что любой депутат, избранный при поддержке партии, должен присоединиться к её парламентской группе. Это решение привело к уходу около пятидесяти парламентариев и число депутатов, входивших в группу левых радикалов, сократилось до 70. Остались самые умеренные радикалы, которые теперь смотрели больше вправо, чем влево. Именно с этого момента распространяется термин «независимые радикалы» для обозначения умеренных радикалов, недовольных тем что радикал-социалисты заключили союз с Социалистической партией. Взгляды независимых радикалов совпадали с формулой, предложенной левореспубликанским Демократическим альянсом: «ни реакции, ни революции».
Таким образом, с 1914 по 1940 год радикалы в парламенте в основном были разделены на две отдельные группы: с одной стороны, радикалы-социалисты, а с другой — независимые радикалы, но большинство из которых входило в группу левых радикалов. Это в значительной степени сводилось не столько к идеологии, сколько к их предпочтению партнёра по коалиции: более левых социалистов или светских консервативно-либеральных правоцентристов Демократического альянса. Это сделало левых радикалов влиятельной в парламенте группой, и независимо от того, было ли правительство левоцентристским или правоцентристским, в кабинете обычно был один или несколько независимых радикалов. Некоторые из самых влиятельных политических деятелей Франции были независимыми радикалами, в том числе премьер-министр Жорж Клемансо (1917—1920) и президент Гастон Думерг (1924—1931).
В выборах 1919 года независимые радикалы участвовали в составе Национального блока и поддерживали вышедшие из него правительства. Они также объединили в парламенте группу левых радикалов (которая стала центристской группой) с группой левых республиканцев (которые на самом деле были правоцентристами) в рамках «Демократической республиканской левой» (Gauche républicaine démocratique, GRD).
В 1923—1924 годах, столкнувшись с ростом консервативных настроений внутри Блока, независимые радикалы порвали с правыми и в значительной степени присоединились к Картелю левых, в который вошли социалисты, радикал-социалисты, республиканцы-социалисты и независимые социалисты. Победив на выборах, они вошли в одно правительство с социалистами, но плохие экономические результаты и страх перед социальными реформами заставили их покинуть коалицию.
Разрыв с радикал-социалистами произошёл уже после падения Картеля левых в 1926 года. С 1928 года группа независимых радикалов почти систематически отказывалась поддерживать левое большинство. В 1928—1932 годах большинство в Палате депутатов зависело от независимых радикалов, что позволило правоцентристам управлять большинством правительств при поддержке радикал-социалистов, которые стали умеренными с 1931 года. В этот период они горячо поддерживали Раймона Пуанкаре. В Палате депутатов большинство независимых радикалов входили группу Радикальная левая (некоторые независимые радикалы входили в группу левых независимых). В 1930 году независимый радикал Рауль Пере стал министром юстиции в кабинете Андре Тардьё (AD).
В 1930-е годы позиции независимых радикалов очень сблизились с Демократическим альянсом (AD), ведущей правоцентристской партии Третьей республики. Со временем границы между независимыми радикалами и левыми республиканцами (AD) стали менее чёткими. В 1936 году бывший премьер-министр и лидер AD Пьер Этьен Фландена предпринял попытку объединить всех парламентариев партии, традиционно входивших в разные парламентские группы, а также независимых радикалов под названием Альянс левых республиканцев и независимых радикалов (ARGRI), но потерпел неудачу. В результате Радикальная левая преобразовалась в группу Независимые демократические и радикальные левые (Gauche démocratique et radicale indépendante). В Сенате это течение объединилось в рамках группы Демократический и радикальный союз.
В 1938 году в результате слияния двух групп, которые в разное время откололись от Радикально-социалистической партии в знак протеста против её выбора союзников, была образована Независимая радикальная партия. Она объединила антисоциалистически настроенных Социальных и юнионистских радикалов Анри Франклина-Бульона (образованы в 1927) и антикоммунистов из Французской радикальной партии Андре Грисони (создана в 1936).
После Второй мировой войны была основана несколько выборных должностных лиц из числа независимых радикалов, в частности мэр Ниццы Жан Медсен, основали Независимую радикальную партию (Parti radical indépendant). С момента своего создания PRI, как и Демократический альянс, присоединилась к коалиции Объединение республиканских левых (RGR).

## Электоральная история
| Год  | Голоса    | %     | Мандаты    | Место   | Прим.                              |
| ---- | --------- | ----- | ---------- | ------- | ---------------------------------- |
| 1902 | 1 414 000 | 16,81 | 117 из 575 | 3-е     |                                    |
| 1906 | 692 029   | 7,85  | 115 из 585 | 2-е     |                                    |
| 1910 | 966 407   | 11,44 | 60 из 587  | 6-е     |                                    |
| 1914 | 1 399 830 | 16,60 | 96 из 592  | 3-е—4-е |                                    |
| 1919 | 504 363   | 6,19  | 51 из 616  | 6-е     | Национальный блок                  |
| 1924 | 1 058 293 | 11,72 | 42 из 574  | 4-е     | Совместно с левыми республиканцами |
| 1928 | 2 196 243 | 23,19 | 52 из 602  | 5-е     | Совместно с левыми республиканцами |
| 1932 | 955 990   | 9,98  | 62 из 605  | 5-е     |                                    |
| 1936 | н/д       | 8,4   | 39 из 608  | 2-е     |                                    |

1. 1 2  Указаны общие результаты единого списка левых республиканцев и независимых радикалов.

## Известные деятели
- Люсьен Бессе[англ.], депутат от Парижа с 1928 по 1936 год.
- Лоран Бонневе[фр.], министр юстиции в кабинете Аристида Бриана (1921—1922), сенатор (1924—1927), депутат от Роны (1928—1942), председатель Комиссии по расследованию событий 6 февраля 1934 года (кризис, приведший к падению второго Картеля левых), один из Виши-80.
- Гратьен Кандес[фр.], депутат от Гваделупы, с 1928 по 1940 год входивший в парламентскую группу Левых радикалов, вице-президент Палаты депутатов (1938—1940 год), ушёл из французской политики в 1940 году, отказавшись сотрудничать с режимом Виши.
- Пьер Катала[фр.], депутат и министр.
- Хорас де Карбучча[фр.], политик, журналист, писатель и издатель, основатель политического и литературного еженедельника правого толка Gringoire[фр.], депутат от Корсики (1932—1936).
- Луи де Шаппеделен[фр.], депутат от Бретани (1910—1939) и министр.
- Адольф Шерон[фр.], депутат (1919—1924 и 1928—1936), член правительства, ответственный за физическое воспитание (1933—1934).
- Жорж Клемансо, член парламента (1871—1920), глава правительства (1906—1909 год и 1917—1920).
- Шарль Даниэлу, депутат от Бретани (1910—1936), министр в кабинетах Камиллы Шотамп (1930), Теодора Стига (1931—32) и Эдуарда Даладье (1932—33).
- Адриен Дариак[фр.], депутат от Нормандии (1910—1940), министр сельского хозяйства в кабинете Александра Рибо с 9 по 12 июня 1914 года.
- Морис Делинь[фр.], депутат от О-де-Франс (1928—1936), заместитель государственного секретаря морского министра в кабинете Андре Тардье (1929—1930) и министр общественных работ в трёх кабинетах Пьера Лаваля (1931—1932).
- Гастон Думерг, глава правительства (1913—1914 и февраль—ноябрь 1934) и президент республики (1924—1931).
- Анри Фалькоз[фр.], депутат от Савойи.
- Андре Грисони[фр.], депутат, бывший вице-президент Радикально-социалистической партии и президент отколовшейся Французской радикальной партии.
- Гастон Гурдо[фр.], депутат от Сарта (1928—1936).
- Жозеф Лекашо[фр.], депутат от Манша, который заседал с независимыми радикалами с 1936 по 1940 год, один из Виши 80.
- Андре Малларме[фр.], депутат от Французского Алжира, заседал в IR с 1928 по 1936 год, занимал министерские должности.
- Жак Масто[фр.], депутат (1936—1942).
- Жак Медсен[фр.], мэр Ниццы.
- Поль Журден[фр.], сенатор и министр
- Гастон Томсон[фр.], министр в кабинетах Жоржа Клемансо и Мориса Рувье, депутат от Алжира (1877—1932).
- Констан Верло[фр.], мэр Сенно и депутат от Сен-Дье с 1910 года до своей смерти в 1933 году.